# 셀리타 이뱅크스
셀리타 이뱅크스(Selita Ebanks, 1983년 2월 15일 ~ )는 영국의 모델이다.